# Solomon Bockarie
Solomon Bockarie (né le 18 mai 1987 à Makeni au Sierra Leone) est un athlète sierraléonais naturalisé néerlandais en 2015, spécialiste du sprint.

## Biographie
Solomon Bockarie dispute les Jeux olympiques d'été de 2008 sous les couleurs du Sierra Leone où il est le porte-drapeau de sa délégation.
Il remporte le relais 4 × 100 m de la Première Ligue lors des Championnats d'Europe d'athlétisme par équipes 2015.
Il participe aux Championnats du monde de Pékin en 2015 au sein du relais 4 × 100 m. Il remporte la même épreuve du Golden Gala le 2 juin 2016 en 38 s 44, meilleur temps européen de la saison. Le 7 juillet 2016, il porte son record en demi-finale du 100 m des Championnats d'Europe à Amsterdam à 10 s 13.
En avril 2017, il court le 200 m en 20 s 21 mais ne peut être homologué comme record personnel à cause d'un vent trop fort (+ 3,6 m/s).

## Palmarès
| Date | Compétition                       | Lieu             | Résultat | Épreuve   | Temps   |
| ---- | --------------------------------- | ---------------- | -------- | --------- | ------- |
| 2016 | Championnats d'Europe             | Amsterdam        | 7e       | 100 m     | 10 s 25 |
| 2016 | Championnats d'Europe             | Amsterdam        | 4e       | 200 m     | 20 s 56 |
| 2016 | Championnats d'Europe             | Amsterdam        | 4e       | 4 × 100 m | 38 s 57 |
| 2016 | Ligue de diamant                  | Ligue de diamant | 7e       | 200 m     | détails |
| 2017 | Relais mondiaux de l'IAAF         | Nassau           | finale   | 4 x 100 m | DNF     |
| 2017 | Championnats d'Europe par équipes | Lille            | 9e       | 200 m     | 21 s 25 |
| 2018 | Championnats d'Europe             | Berlin           | 8e       | 200 m     | 20 s 39 |

## Records
| Épreuve    | Temps   | Lieu      | Date            |
| ---------- | ------- | --------- | --------------- |
| 60 mètres  | 6 s 62  | Madrid    | 24 février 2017 |
| 100 mètres | 10 s 13 | Amsterdam | 7 juillet 2016  |
| 200 mètres | 20 s 37 | Velenje   | 31 août 2016    |